# رفيدة (ناطع)

تعديل مصدري - تعديل

رفيدة هي إحدى قرى عزلة وعله آل رقاب بمديرية ناطع التابعة لمحافظة البيضاء، بلغ تعداد سكانها 198 نسمة حسب تعداد اليمن لعام 2004.